# اللواء 89 مشاة ميكا (اليمن)
اللواء 89 مشاة ميكا هو لواء مشاة يمني كان يتبع الحرس الجمهوري اليمني، يتمركز اللواء حالياً في «معسكر الحفاء» شرق صنعاء أمام الإدارة العامة للهجرة والجنسية (الجوازات). يتبع هيئة الأسناد اللوجستي بوزارة الدفاع.

## تاريخ
تأسس اللواء 89 في عام 1995 كاحد الويه الحرس الجمهوري بقياده العميد/ علي محمد داود في معسكر ضبوة جنوب صنعاء، وفي 2004 نقل مقر اللواء إلى معسكر الحفاء، في 2012 تم ضم اللواء إلى هيئة الاسناد اللوجستي.
- العميد/ علي محمد داود 1995 .
- العميد ركن/عبد الله احمد الكليبي 2001.
- العميد الركن /احمد علي العنسي 2009.
- العميد/محمد علي سند 2011.
- العقيد/ناصر احمد عبد الله في بدايه العام 2015 حتى منتصف العام.
- العقيد /حسين صالح صبر يونيو 2015 -
- العميد / عبد الله الحمزي حتي الان.